# Xenonsäure
Xenonsäure ist eine Säure des Edelgases Xenon. Ihre Salze sind die Xenate XeO42− und die Hydrogenxenate HXeO4−. Ihre Existenz wurde von Linus Pauling vorhergesagt.

## Gewinnung und Darstellung
Xenonsäure kann durch Hydrolyse von Xenon(VI)-oxid XeO3 hergestellt werden, wobei nur ein kleiner Teil zur Säure reagiert.
{\displaystyle {\ce {XeO3 + H2O -> H2XeO4}}}

## Eigenschaften
Xenonsäure ist ein starkes Oxidationsmittel.  In saurer Lösung ist es in der Lage, Iod schnell zu oxidieren. Die wässrige Lösung ist nur schwach sauer.  In freier Form ist sie nicht bekannt.
Durch Zugabe einer Base zu Xenon(VI)-oxid bildet sich das Hydrogenxenat-Ion HXeO4−: 
{\displaystyle \mathrm {XeO_{3}+OH^{\,-}\longrightarrow } } {\displaystyle \mathrm {HXeO_{4}^{\,-}\ K=1{,}5\cdot 10^{3}} }
Die Disproportionierung des Hydrogenxenat-Ion lässt das Perxenat-Ion XeO64− entstehen.
{\displaystyle \mathrm {2\ HXeO_{4(aq)}^{\,-}+2\ OH_{(aq)}^{\,-}} \longrightarrow } {\displaystyle \mathrm {XeO_{6(aq)}^{\,4-}+Xe+O_{2}+2\ H_{2}O_{(l)}} }